# Casa al carrer Major, 149 (Cervelló)
La Casa al carrer Major, 149 és una obra modernista enderrocada de Cervelló (Baix Llobregat) inclosa a l'Inventari del Patrimoni Arquitectònic de Catalunya.

## Descripció
Casa amb planta baixa i un pis, amb coberta a dues vessants. La façana tenia decoració modernista. Les obertures estan resseguides per un guardapols amb flors a l'acabament. Damunt de les obertures del primer pis hi ha dos òculs que presenten guardapols ondulat i motius vegetals al centre. La façana té una acabament ondulant amb arquets cecs i fulles de geganta al centre i als extrems.